# Caro
|  | Per a altres significats, vegeu «Caro (desambiguació)». |

El Caro (Mont Caro o, impròpiament, Montcaro) (1.442 m) és un cim del massís dels Ports de Tortosa-Beseit situat al Baix Ebre, al municipi de Roquetes, dins del Parc Natural dels Ports. És el punt més alt d'aquest massís i, alhora, el més alt de les Terres de l'Ebre i la provincia de Tarragona. Té el vèrtex geodèsic número 245154001.

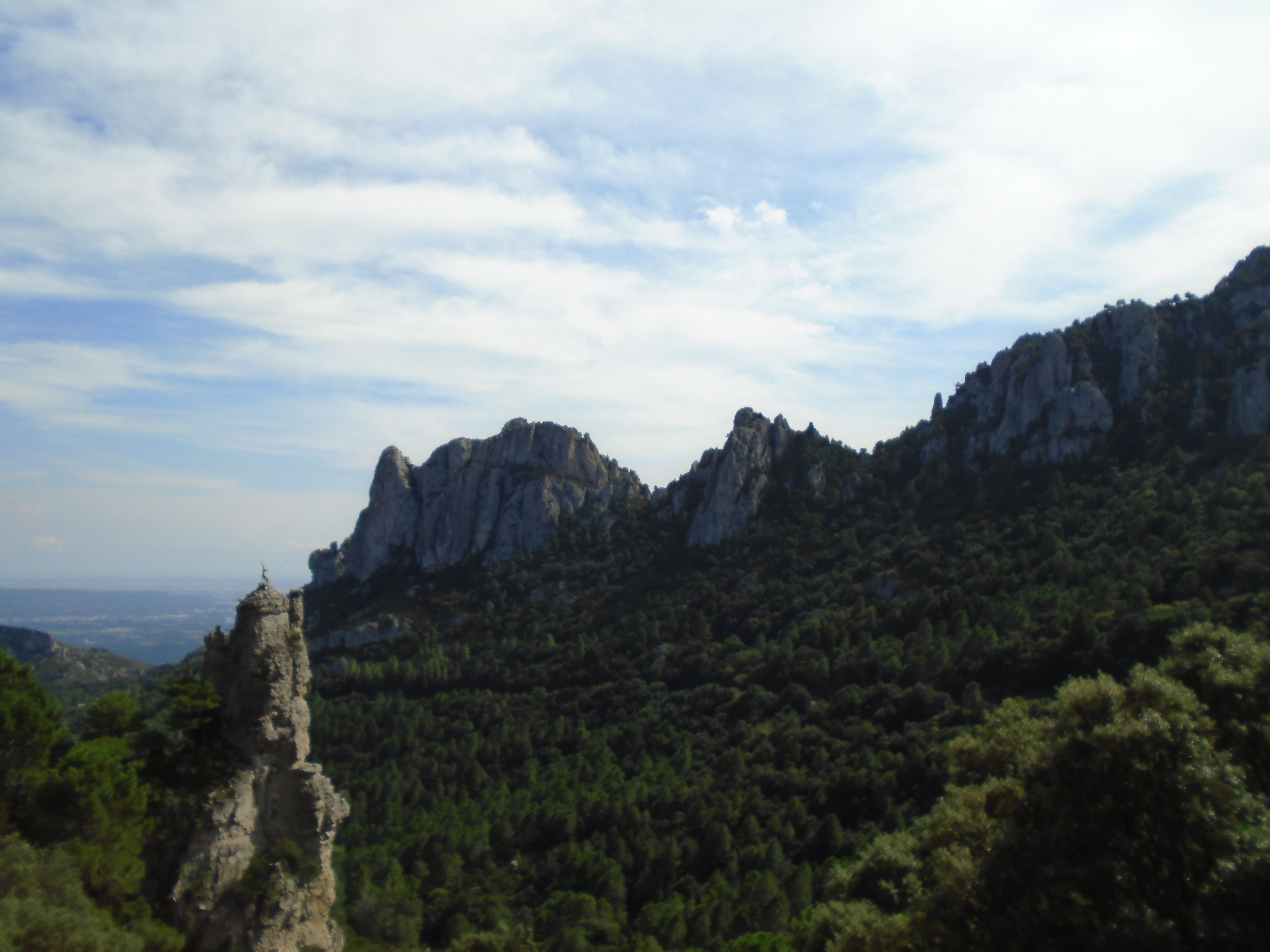
Monument a la cabra salvatge (a l'esquerra)

Aquest cim és inclòs en la Llista dels 100 cims de la FEEC.

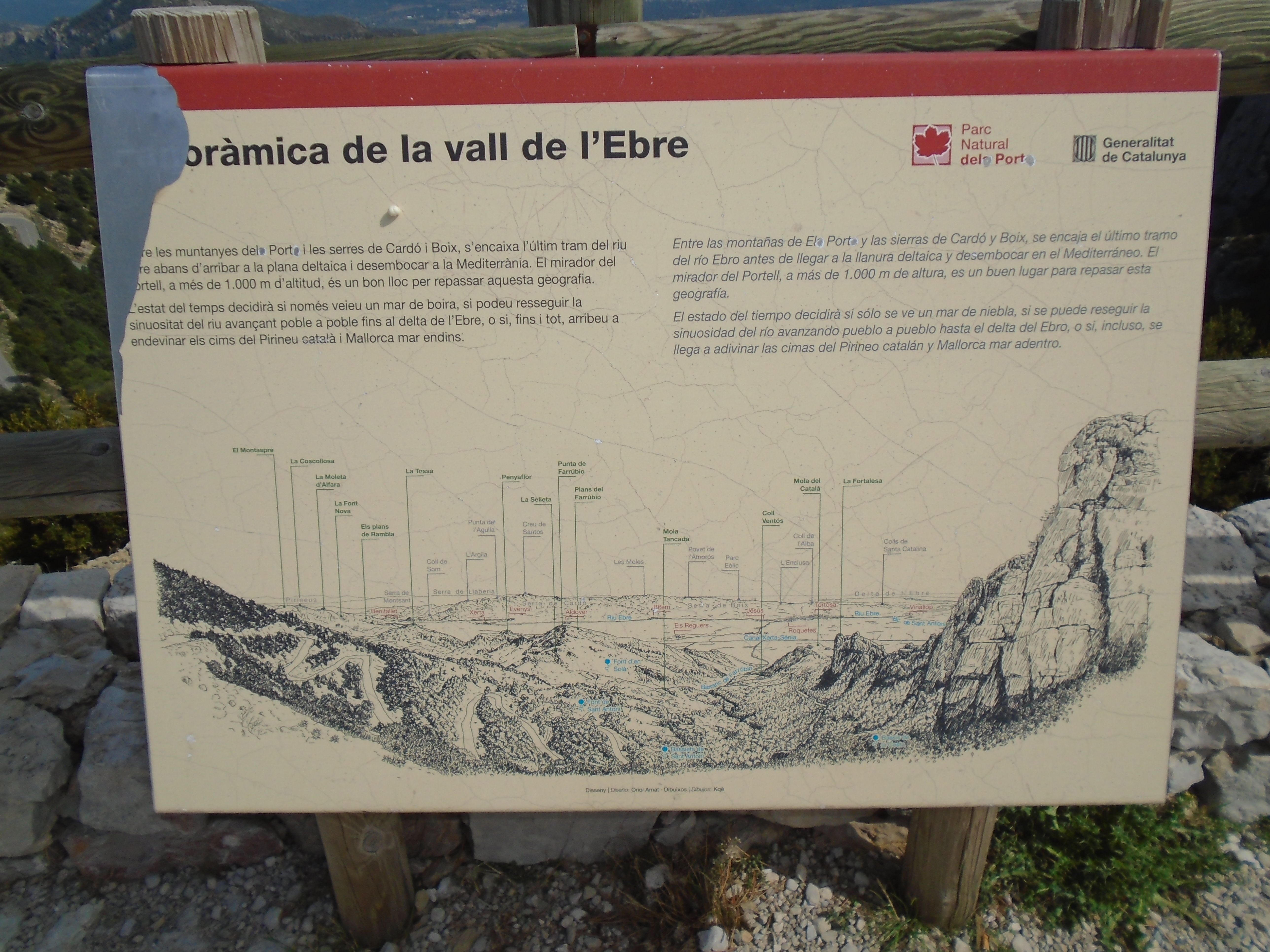
Mirador del Portell
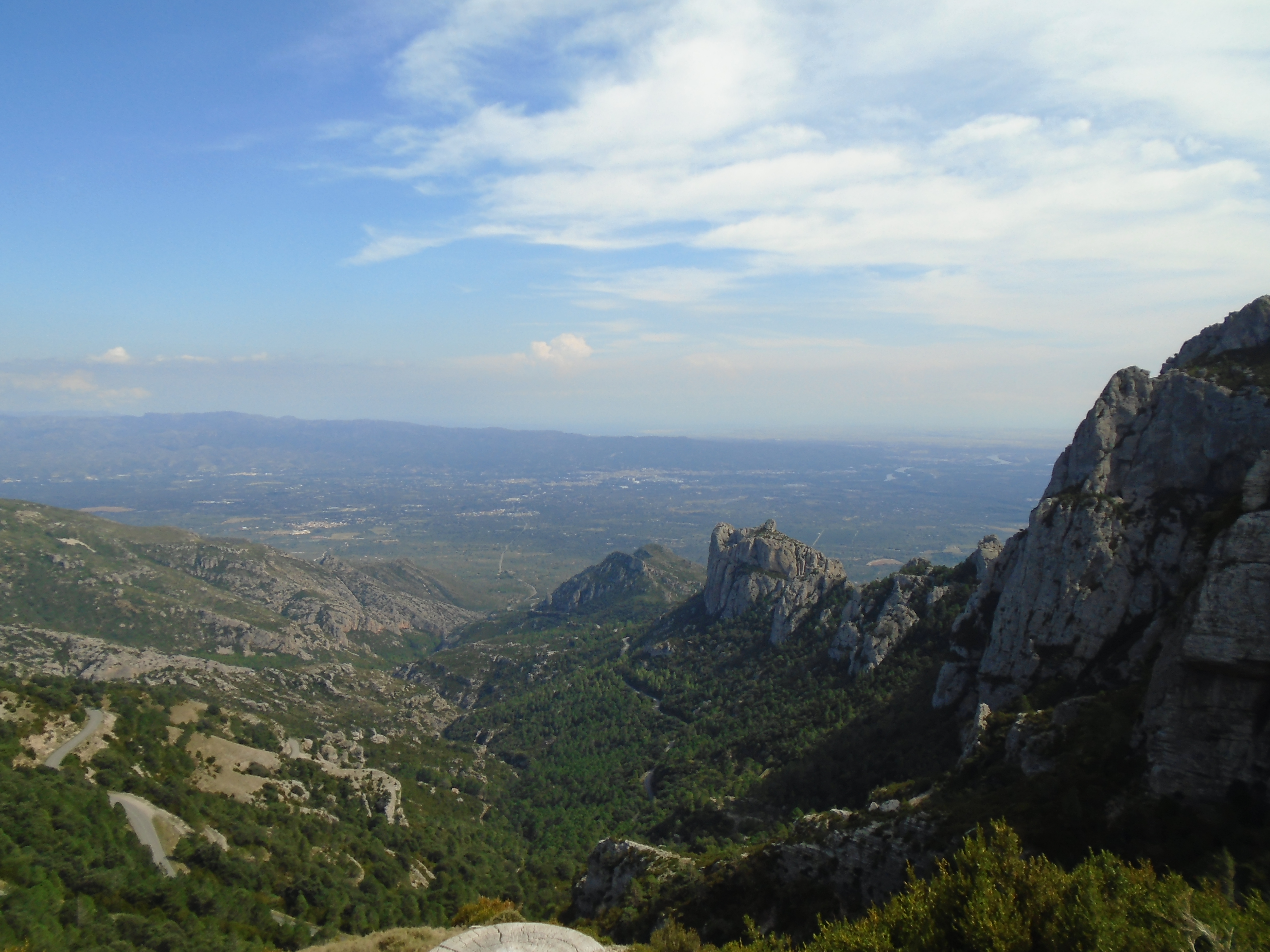
Vistes des del mirador del Portell

S'hi pot accedir eixint de Roquetes, en direcció als Reguers i al cim de Caro per carretera asfaltada.

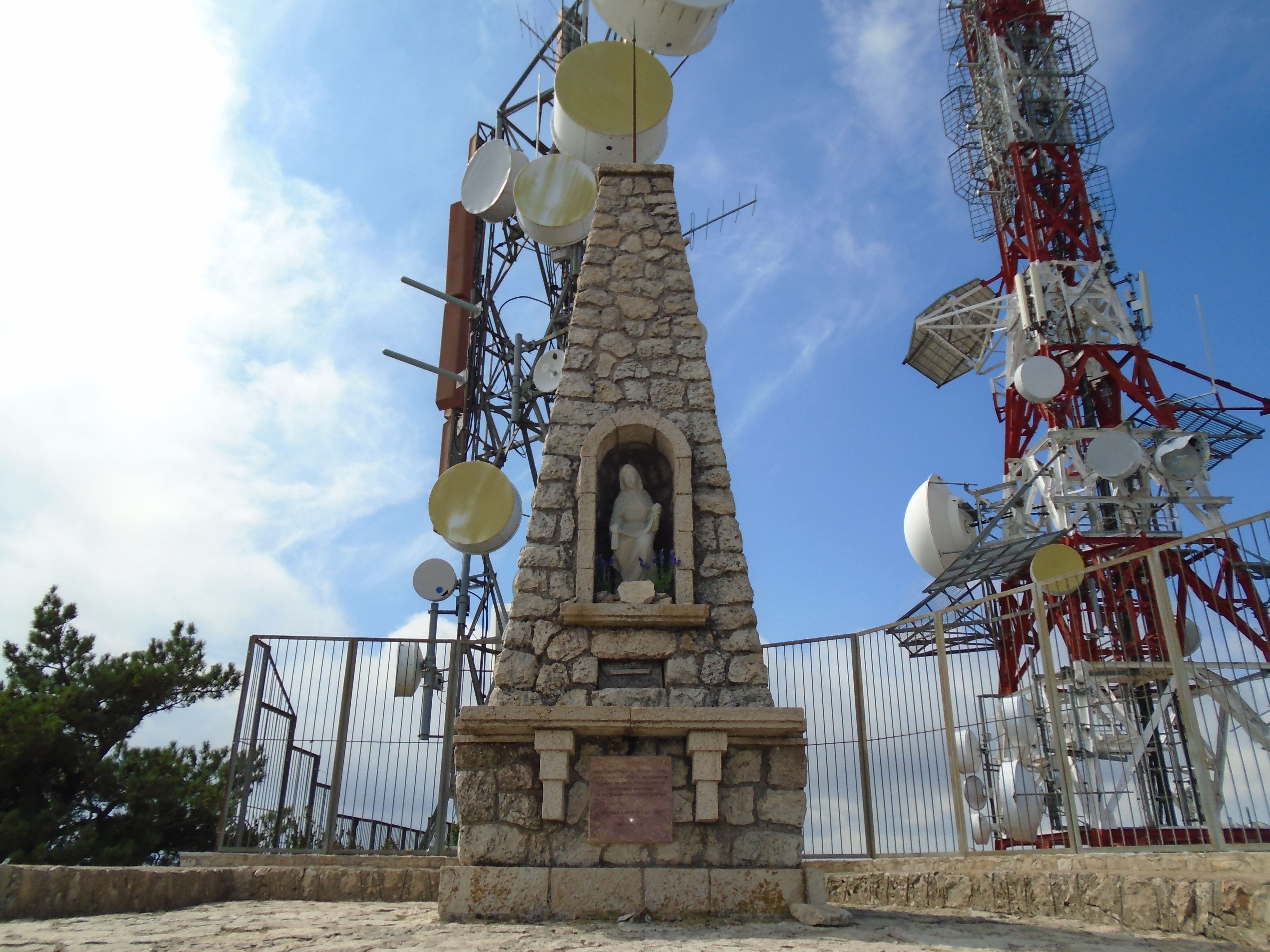
Cim del Caro
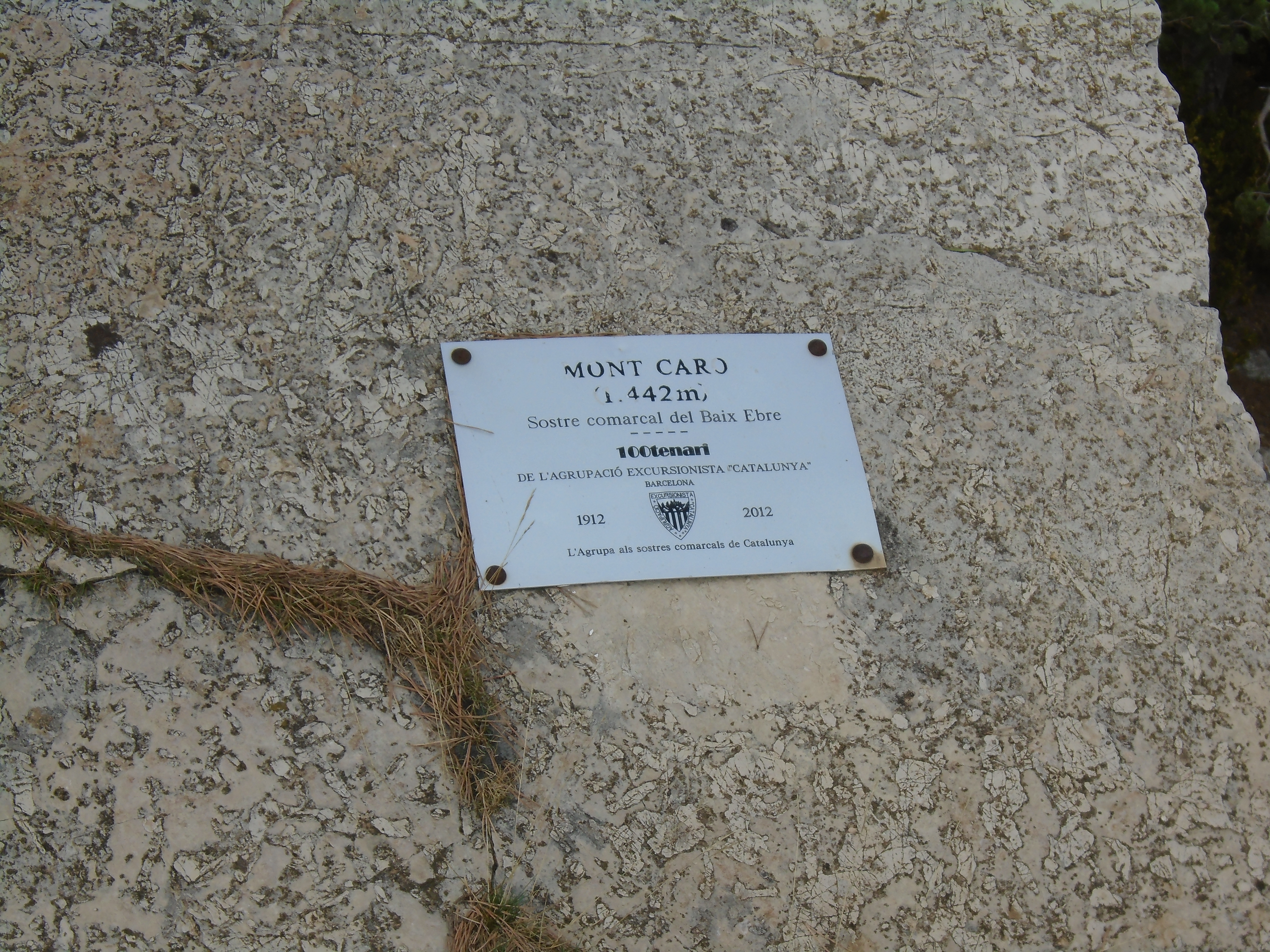
Fita situada a la vora del mirador del cim

Al cim hi ha diverses antenes de telecomunicacions (televisió, telefonia mòbil i ràdio on emeten cadenes de TV i Ràdio nacionals com a regionals).

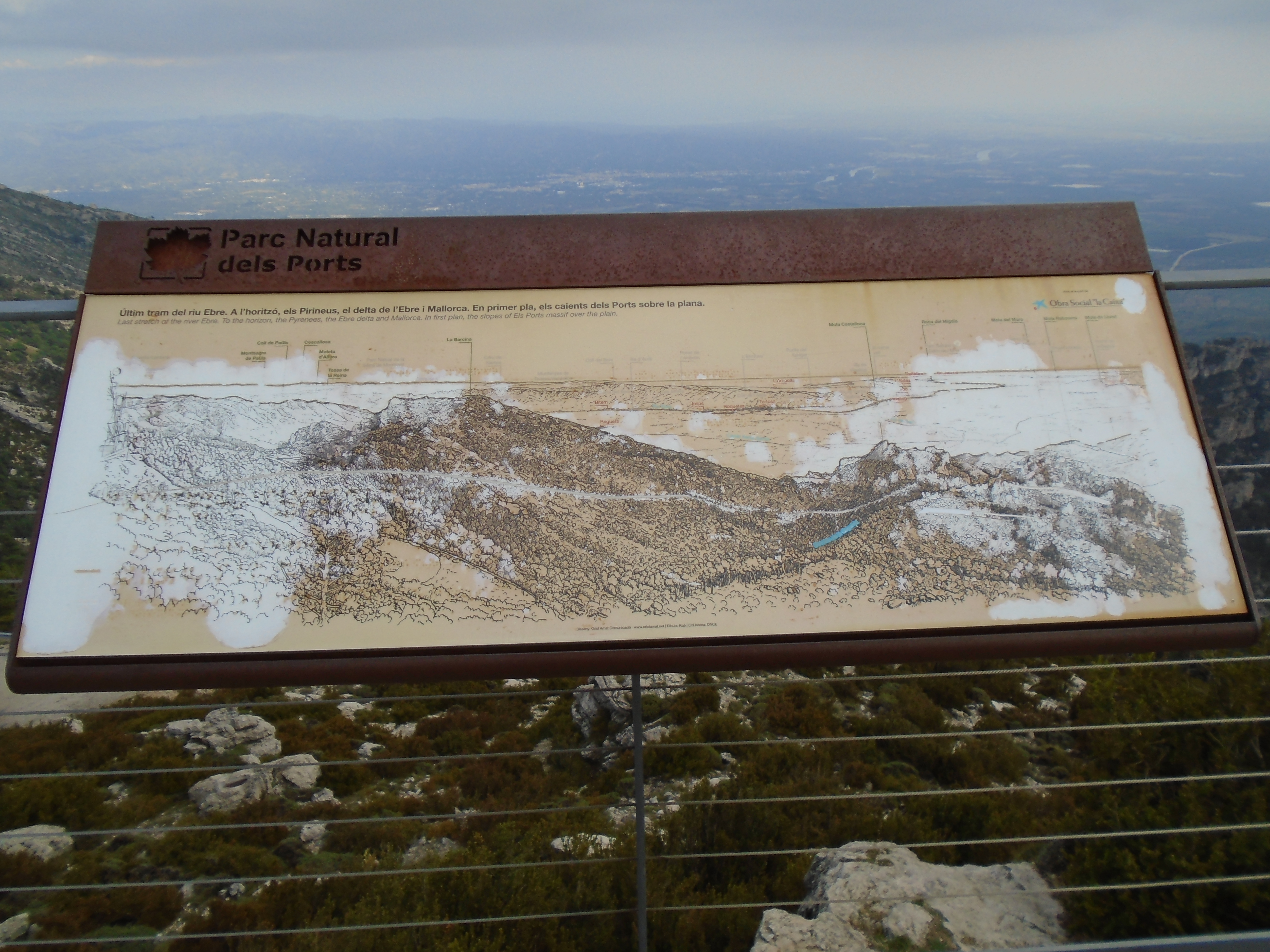
Mirador del cim
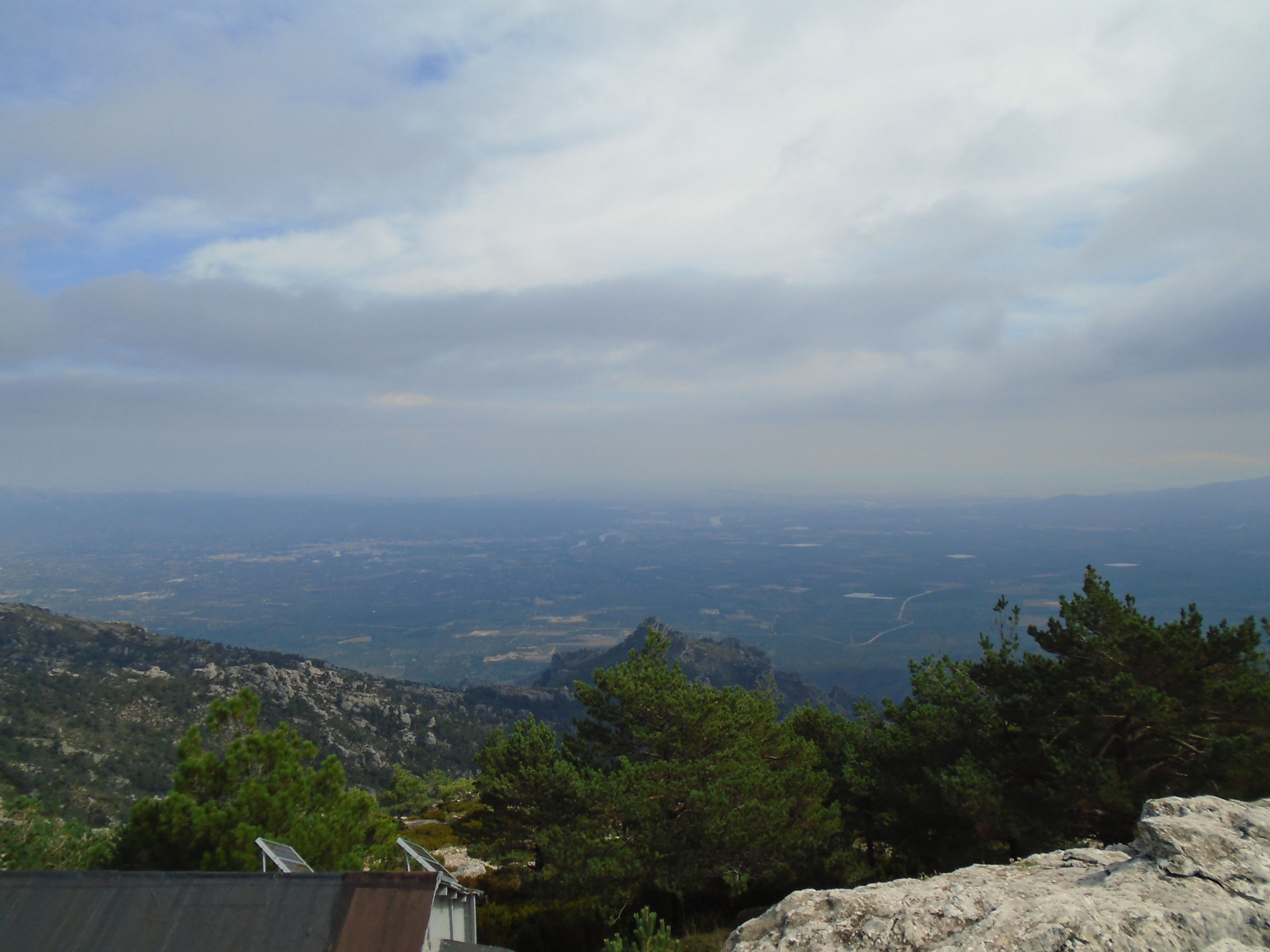
Vistes de la vall de l'Ebre des del mirador del cim
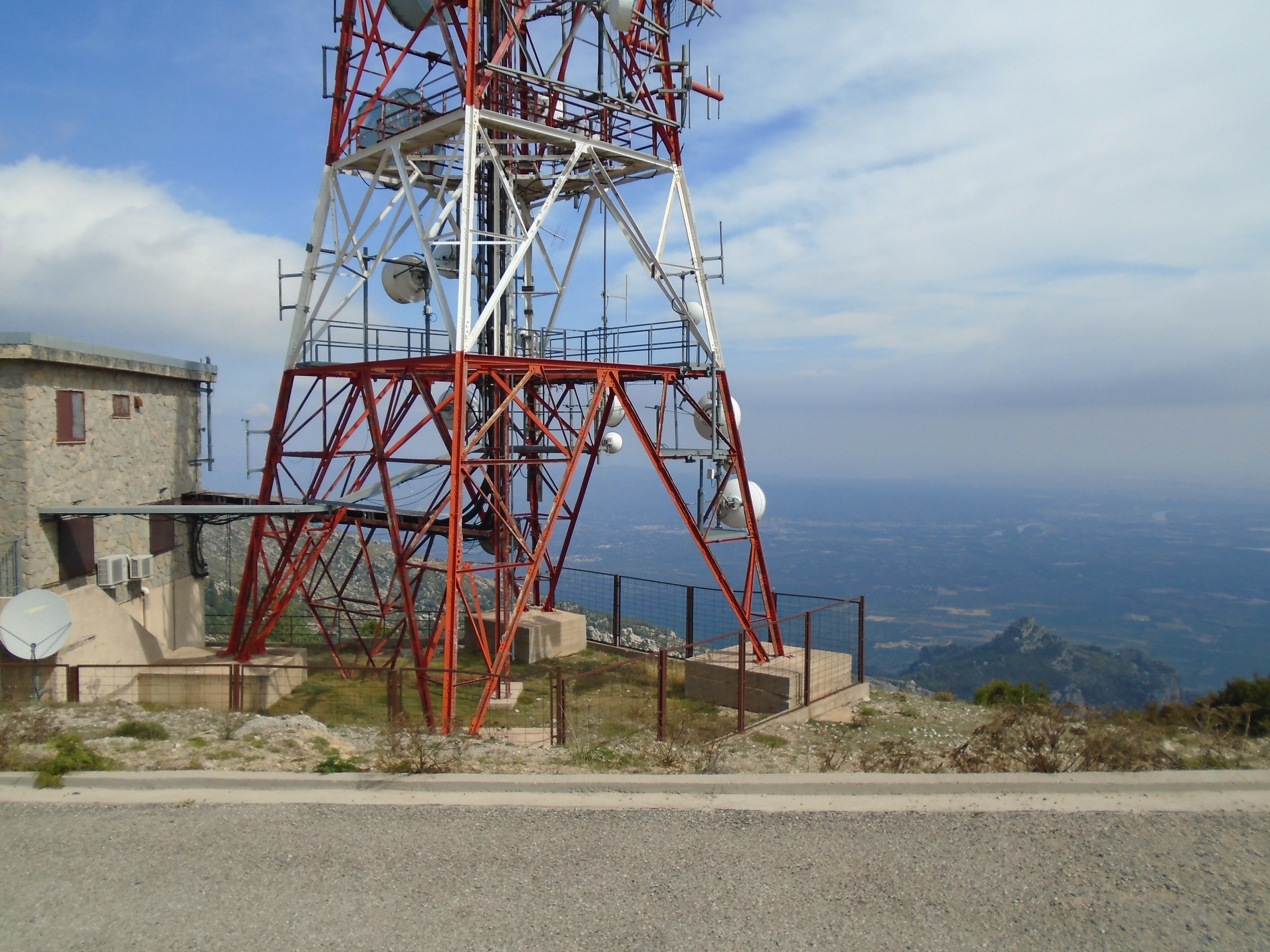
Una de les antenes de telecomunicacions que es troben al cim del Caro